# Salmiak
Salmiak ist ein selten vorkommendes Mineral aus der Mineralklasse der „Halogenide“ mit der chemischen Zusammensetzung NH4Cl und damit chemisch gesehen Ammoniumchlorid (Ammoniumsalz der Salzsäure), das aus Ammonium und Chlorid im Verhältnis 1 : 1 besteht. Als Salmiakgeist wird dagegen Ammoniakwasser bezeichnet.
Salmiak kristallisiert im kubischen Kristallsystem und entwickelt nur selten kleine, kantengerundete Kristalle in Form von Deltoidalikositetraedern sowie Zwillinge mit der Oktaederfläche (111) als Zwillingsachse. Verzerrte Kristalle erscheinen zudem tetragonal. Meist findet sich das Mineral als stalaktitische, faserige oder erdige Mineral-Aggregate sowie als krustige Überzüge. In reiner Form ist Salmiak farblos und durchsichtig. Durch vielfache Lichtbrechung aufgrund von Gitterbaufehlern oder polykristalliner Ausbildung kann er aber auch durchscheinend weiß sein und durch Fremdbeimengungen eine gelbliche bis bräunliche Farbe annehmen.

## Etymologie und Geschichte
Die von antiken Autoren überlieferte, griechische Bezeichnung ἃλς ἀμμωνιακός háls ammoniakós bezeichnete nicht den Salmiak, sondern beschrieb ein Steinsalz aus Ägypten (aus der Umgebung eines in der Oase Siwa in der Libyschen Wüste gelegenen Jupiter-Ammon-Tempels). Der Ursprung des schon im Mittelalter fälschlich als sal ammoniacum wiedergegebenen Wortes für Salmiak liegt jedoch wahrscheinlich im lateinischen Ausdruck sal armoniacum (richtiger sal armeniacum) bzw. griechischen ἃλς ἀρμενιακός háls armeniakós und hatte die Bedeutung „Armenisches Salz“ – somit weist es nicht auf Jupiter Ammon, sondern auf in Armenien natürlich als unreines, vor allem mit anderen Ammoniumsalzen und Natron vermischt vorkommendes Ammoniumchlorid hin, modern eben als Salmiak bezeichnet.
Die Verbindung Chlorammonium wurde erstmals 1546 durch Georgius Agricola beschrieben und als Salammoniac (von lateinisch salammoniacum) bezeichnet. Er bezog sich dabei allerdings auf synthetisch erzeugtes NH4Cl, das im Orient aus Tiermist hergestellt bzw. aus gefaultem Urin und Kochsalz gewonnen wurde. Die synthetische Herstellung von Salmiak war nachweislich mindestens seit der Zeit um 1100 bekannt.
Das aus sal armoniacum (gelegentlich auch sal armoniac und armoniacum geschrieben) entstandene Wort „Salmiak“ (früher auch „Salmiac“) wurde erst um 1700 gebräuchlich. Zuvor wurden in deutschsprachigen Texten meist die Formen salmiax oder salarmiax, aber auch „Salarmoniak“ und Armoniac verwendet.
Eine erste Erwähnung von natürlich gewachsenem Salmiak findet sich in der 1758 von dem Sankt Petersburger Apotheker Johann Georg Models verfassten Abhandlung „Versuche und Gedanken über ein natürliches und gewachsenes Salmiak“. Als erste Fundorte für natürlichen Salmiak gelten die Vulkane Ätna und Vesuv in Italien, wo sich das Mineral an den Austrittsstellen vulkanischer Gase niederschlägt. Die natürliche Entstehung von Salmiak wurde 1809 durch Leopold von Buch bestätigt. Er beobachtete am Vesuv die Abkühlung eines Lavastroms, der sich innerhalb von wenigen Stunden mit einer dicken, weißen Kruste aus Salmiak bedeckte.
Salmiak war bereits lange vor der Gründung der International Mineralogical Association (IMA) bekannt und als eigenständige Mineralart anerkannt. Damit hätte Salmiak theoretisch den Status eines grandfathered Mineral. Im September 2007 wurde allerdings ein Vorschlag zur Korrektur von Mineralnamen mit fehlenden diakritischen Zeichen sowie aus zwei Wörtern bestehenden und mit überflüssigen Bindestrichen bzw. diakritischen Zeichen versehenen Mineralnamen eingereicht (Vorschlag IMA 07-C). Dieser wurde von der Commission on new minerals and mineral names genehmigt und die bis dahin aus zwei Worten bestehende, internationale (englische) Schreibweise sal ammoniac wurde zu salammoniac korrigiert. Da dies automatisch eine nachträgliche Anerkennung für das Mineral bedeutete, wird es seitdem in der „Liste der Minerale und Mineralnamen“ der IMA unter der Summenanerkennung „IMA 2007 s.p.“ (special procedure) geführt. Die seit 2021 ebenfalls von der IMA/CNMNC anerkannte Kurzbezeichnung (auch Mineral-Symbol) von Salmiak lautet „Sam“.

## Klassifikation
Bereits in der veralteten 8. Auflage der Mineralsystematik nach Strunz gehörte der Salmiak zur Mineralklasse der „Halogenide“ und dort zur Abteilung „Einfache Halogenide“, wo er als einziger Vertreter in der Gruppe „Salmiak“  mit der Systemnummer III/A.03 steht.
Im zuletzt 2018 überarbeiteten „Lapis-Mineralienverzeichnis“, das sich im Aufbau noch nach der alten Form der Systematik von Karl Hugo Strunz richtet, erhielt das Mineral die System- und Mineralnummer III/A.04-010. In der „Lapis-Systematik“ entspricht dies ebenfalls der Abteilung „Einfache Halogenide“, wo Salmiak zusammen mit Lafossait eine unbenannte Gruppe mit der Systemnummer III/A.04 bildet.
Die von der International Mineralogical Association (IMA) zuletzt 2009 aktualisierte 9. Auflage der Strunz’schen Mineralsystematik ordnet den Salmiak in die bereits feiner unterteilte Abteilung „Einfache Halogenide ohne H2O“ ein. Diese ist zudem weiter unterteilt nach dem Stoffmengenverhältnis von Metall (M) zu Halogenid (X), so dass das Mineral entsprechend seiner Zusammensetzung in der Unterabteilung „M : X = 1 : 1 und 2 : 3“ zu finden ist, wo es zusammen mit Lafossait die „Salmiakgruppe“ mit der Systemnummer 3.AA.25 bildet.
In der vorwiegend im englischen Sprachraum gebräuchlichen Systematik der Minerale nach Dana hat Salmiak die System- und Mineralnummer 09.01.03.01. Dies entspricht ebenfalls der Klasse und gleichnamigen Abteilung „Halogenide“. Hier findet er sich innerhalb der Unterabteilung „Wasserfreie und wasserhaltige Halogenide mit der Formel AX“ in einer unbenannten Gruppe mit der Systemnummer 09.01.03, in der auch Lafossait eingeordnet ist.

## Kristallstruktur
Salmiak kristallisiert kubisch in der Raumgruppe Pm3m (Raumgruppen-Nr. 221) mit dem Gitterparameter a = 3,87 Å sowie einer Formeleinheit pro Elementarzelle.
Die Kristallstruktur besteht aus zwei kubisch primitiven Teilgittern. Das eine wird von den Cl−-Ionen und das andere von den (NH4)+-Gruppen gebildet. Beide Teilgitter sind so ineinander geschoben, dass jeweils ein Cl−-Ion von acht (NH4)+-Gruppen umgeben ist und umgekehrt. Der kristalline Aufbau von Salmiak entspricht damit der Caesiumchlorid-Struktur.
Unterhalb von −30 °C klappt das Kristallgitter von der hexakisoktaedrischen in die geringer symmetrische hexakistetraedrische Struktur mit der Raumgruppe P43m (Nr. 215) um.

## Eigenschaften
Salmiak ist leicht wasserlöslich und hat einen stechend salzigen Geschmack. Beim Erhitzen verflüchtigt sich Salmiak schnell und vollständig.

## Bildung und Fundorte

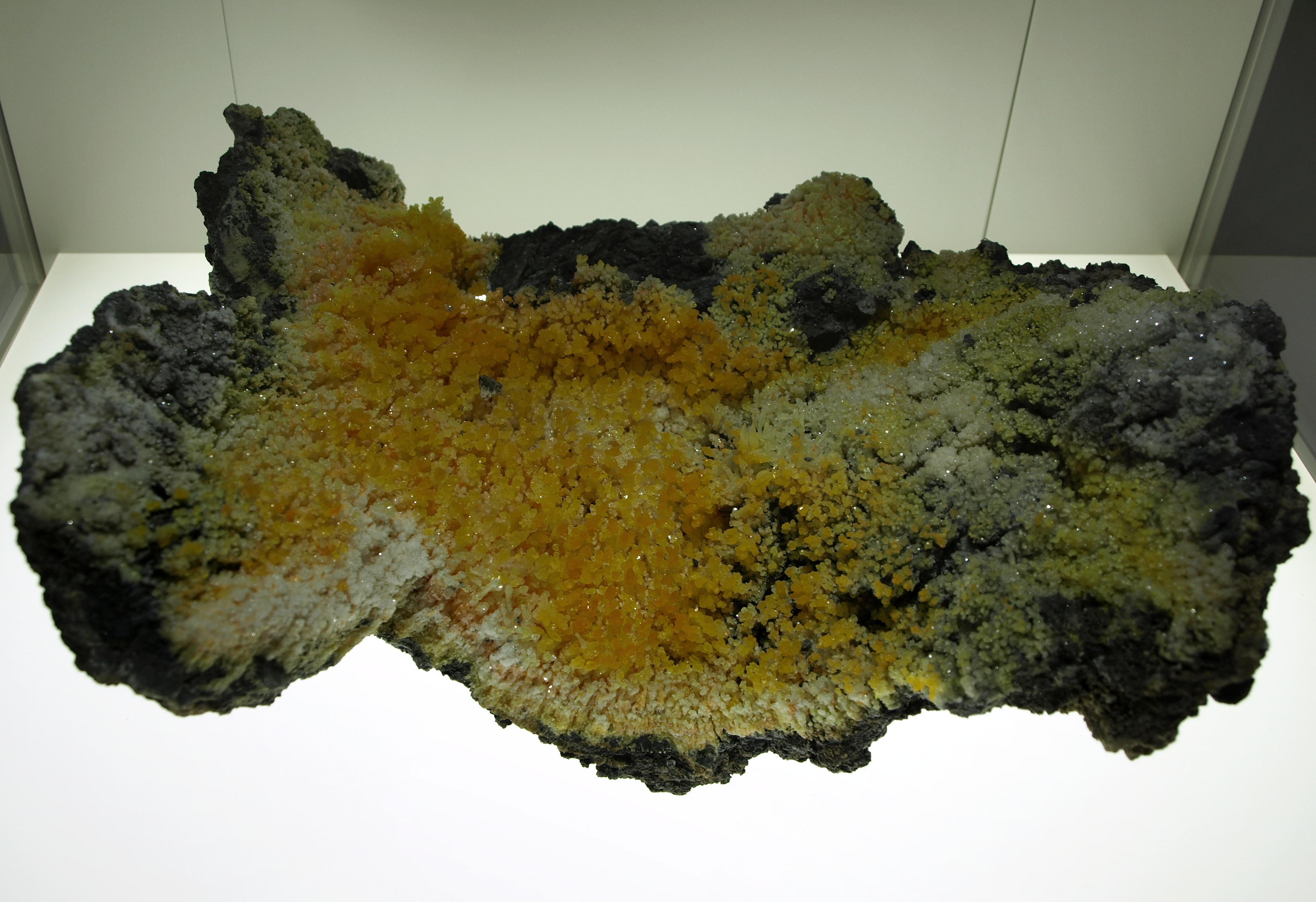
Schwefel und Salmiak, Ausblühung durch Haldenbrand von der Halde der Zeche Oberhausen – Ausgestellt im Ruhr Museum auf Zeche Zollverein

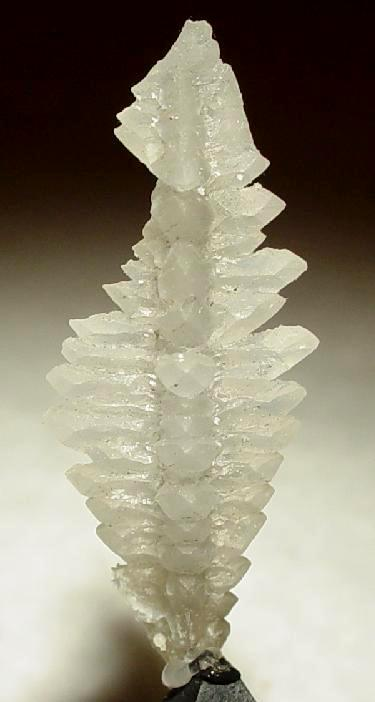
Federartig gewachsenes Mineral-Aggregat aus Ravat nahe dem Jaghnob, Tadschikistan (Größe: 3,3 cm × 1,4 cm × 1,4 cm)

Salmiak bildet sich vorwiegend durch vulkanische Aktivitäten, wo er sich aus vulkanischen Gasen entweder direkt am Vulkankrater oder an Fumarolen und Solfataren abscheidet. Eine weitere Möglichkeit der Resublimation aus der Gasphase besteht in brennenden Kohleflözen und Abraumhalden. Daneben kann das Mineral auch als akzessorischer Bestandteil in Guano (Exkremente von Vögeln) entstehen. Als Begleitminerale treten unter anderem Schwefel, Realgar und Auripigment, Mascagnin (natürliches Ammoniumsulfat) und Tschermigit auf.
Als seltene Mineralbildung konnte Salmiak nur an wenigen Fundorten nachgewiesen werden, wobei bisher (Stand 2024) rund 120 Fundorte als bekannt gelten. In Italien kennt man das Mineral noch aus anderen vulkanischen Vorkommen wie den Phlegräischen Feldern und dem Stromboli.
Bekannt für ihre außergewöhnlichen Kristallfunde sind unter anderem die brennenden Kohlehalden bei Kladno in der tschechischen Region Mittelböhmen, wo Kristalle von über einem Zentimeter gefunden wurden.
In Deutschland trat Salmiak in verschiedenen Kohlebergwerken wie der Grube Anna und Zeche Alstaden in Nordrhein-Westfalen sowie bei Oelsnitz/Erzgeb. und dem Königin-Carola-Schacht nahe Freital in Sachsen bzw. brennenden Flözen und Halden wie dem Brennenden Berg bei Saarbrücken im Saarland und der Absetzerhalde vom Tagebau Lichtenberg bei Lichtenberg in Thüringen auf.
In Österreich fand man das Mineral unter anderem am Muttlkogel im Kohlebergbaurevier Zangtal sowie bei Münzenberg und im Bergbau Seegraben in der Steiermark. Des Weiteren wurde es in einem Salzbergwerk bei Hall in Tirol entdeckt.
Der bisher einzige bekannte Fundort in der Schweiz ist das Salzbergwerk Bex im Kanton Waadt.
Weitere Fundorte liegen unter anderem in Belgien, Chile, China, Frankreich, Island, Japan, Mexiko, den Niederlanden, Norwegen, Peru, Polen, Portugal, Russland, Spanien, Südafrika, Tadschikistan, Tschechien, der Ukraine, Ungarn, Venezuela, im Vereinigten Königreich (UK) und in den Vereinigten Staaten von Amerika (USA).

## Verwendung
Bekannt ist Salmiak unter anderem durch seine Verwendung in Salmiak-Lakritz bzw. Salmiakpastillen. Daneben dient das Mineral oder besser sein synthetisches Pendant auch zur Herstellung von Kältemischungen sowie in der Färberei und Gerberei (siehe auch Verwendung von Ammoniumchlorid).